# Fernando De Rosa
Fernando De Rosa (Milano, 7 ottobre 1908 – Guadarrama, 16 settembre 1936) è stato un antifascista italiano.

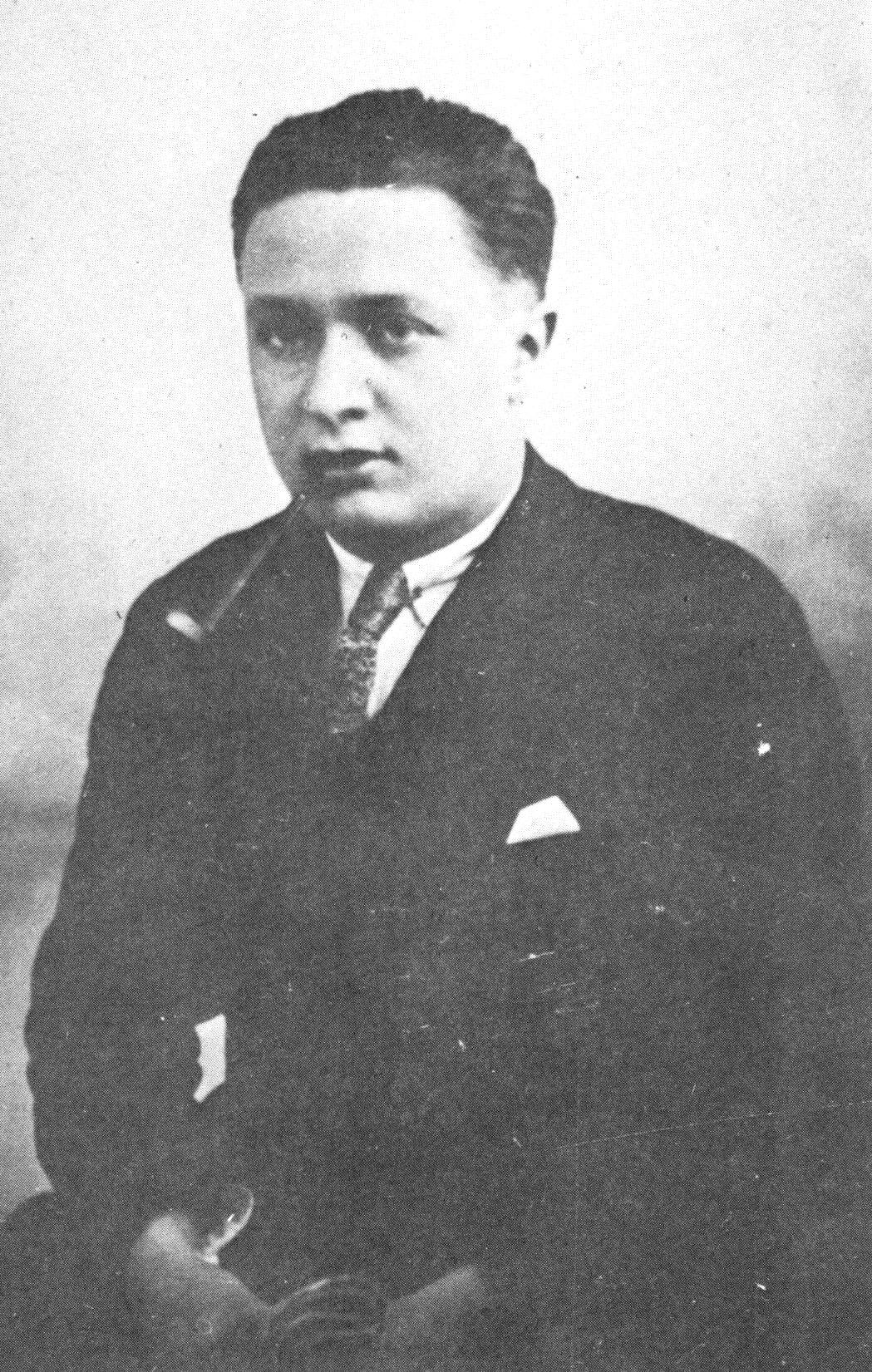

Attentò alla vita di Umberto II di Savoia nel 1929; esule prima in Francia, poi in Spagna, perse la vita nel 1936 nella Guerra civile spagnola combattendo nelle forze repubblicane.

## Biografia

### Le vicende famigliari
Nacque da una relazione extraconiugale avuta dalla madre Umberta Zanetti (da Bologna) con Francesco De Rosa (da Castelluccio Inferiore - PZ), un artigiano di origine lucana, emigrato per molti anni in America Latina e tornato in Italia nel 1905, ma venne iscritto all'anagrafe come Fernando Lencioni, cognome del marito della madre, alla cui morte venne riconosciuto dal padre ed assunse il cognome "de Rosa".
Fernando crebbe a Torino, allevato dalla madre, insegnante elementare nel capoluogo piemontese.
Il 22 gennaio 1914 morì il padre.

### L'iniziale adesione e la successiva ripulsa del fascismo
Nel 1922 aderì e partecipò attivamente all'attività di propaganda fascista. La sua militanza venne interrotta, mentre frequentava il ginnasio, da un incidente occorsogli nella sua abitazione: nel marzo 1923, mentre stava pulendo una pistola, partì un colpo che uccise un suo intimo amico e coetaneo, tale Mahmoud Aly Anim. In seguito all'incidente fu processato e condannato, il 25 ottobre 1924, a tre mesi e 15 giorni di detenzione.
Intanto aveva abbandonato la militanza politica nel fascismo: fu testimone delle violenze degli squadristi torinesi contro gli operai, per cui, nel settembre 1923 inviò una lettera di dimissioni dal Fascio torinese, esprimendo il suo rifiuto morale e politico dei metodi violenti, con ciò esponendosi alle ritorsioni dei fascisti. Nel 1924 si avvicinò alle posizioni di "Patria e libertà", un'associazione combattentistica costituita da due fascisti dissidenti, Alfredo Misuri e Ottavio Corgini.

### La conversione al socialismo
Ripresi gli studi, si diplomò al liceo-ginnasio "Cavour", per poi iscriversi contemporaneamente, nel 1925, alle facoltà universitarie di Giurisprudenza e Scienze Politiche di Torino. Negli ambienti universitari si era avvicinato alle idee socialiste e aveva preso contatto con gli ambienti socialisti milanesi e torinesi, entrando inoltre in corrispondenza con Pietro Nenni, fuoriuscito a Parigi.
Dopo la promulgazione delle leggi eccezionali del 1926, diede vita, insieme con il collega di facoltà Aldo Garosci, al foglio clandestino "Umanità nova" d'ispirazione socialista e repubblicana con qualche richiamo alla politica di Piero Gobetti, che veniva ciclostilato presso lo studio del socialista Pier Luigi Passoni e distribuito nell'ambiente universitario torinese, e la cui redazione si riuniva a casa di De Rosa. Entrò in contatto anche con l'organizzazione clandestina della "Giovane Italia", d'orientamento vagamente socialista, ma legata a tradizioni massoniche, la cui attività principale consisteva nella stampa e nella diffusione di manifesti ed opuscoli antifascisti.

### L'attività antifascista tra Francia e Italia
Inoltre De Rosa, esperto alpinista, svolgeva un'importante funzione di collegamento tra i gruppi di fuorusciti in Francia e i nuclei antifascisti che operavano in varie città dell'Italia settentrionale, prelevando giornali e manifesti stampati all'estero e portati fino al confine sulle montagne, da dove egli le prelevava per poi consegnarle per la distribuzione in Italia. Fece da guida per la fuga attraverso le Alpi di F. Amedeo, R. Marvasi e della famiglia di Bruno Buozzi.
Il 31 agosto 1927 venne arrestato Pier Luigi Passoni e De Rosa, sentendosi in pericolo, fuggì in Francia. A Parigi conobbe Nenni, Buozzi ed altri antifascisti e aderì al movimento di Giustizia e libertà di Carlo Rosselli.
Rientrato a Torino un mese dopo, riprese l'attività clandestina e frequentò la casa della vedova di Gobetti.
Nel maggio 1928, ricercato di nuovo dalla polizia, riparò di nuovo clandestinamente in Francia. Qui condivise le critiche di Nenni e Pertini alla Concentrazione antifascista, che si era espressa per l'impossibilità di una vera lotta al fascismo in Italia. Deciso a svolgere una concreta azione antifascista in patria, De Rosa rimpatriò clandestinamente, compiendo un rischioso viaggio in varie città per verificare la situazione.
In una lettera del 20 ottobre 1928 all'amico F. Volterra riferì le impressioni ricavate dai suoi incontri con operai, intellettuali e studenti, esprimendo la convinzione che "tutto un mondo vecchio" era crollato e che occorreva prepararne uno nuovo, ricorrendo ad idee e a metodi nuovi; ma in tal senso le prospettive non gli erano apparse incoraggianti: "Si accettano i miei piani - scriveva - ma mi si fa capire che si lotterà perché è dovere lottare, ma si crede che la mèta è lontana. Io non mi sconforterò. Questo genere di vita è la mia, questa situazione non molto lieta non mi abbatte".

### L'attentato al principe Umberto di Savoia a Bruxelles
Tornò in Italia nei primi mesi del 1929, ormai convinto della necessità di un gesto clamoroso per richiamare l'attenzione dell'opinione pubblica italiana ed europea sulle condizioni del popolo sotto la dittatura fascista. Nell'ottobre 1929 il principe Umberto di Savoia si trovava in visita ufficiale a Bruxelles per chiedere la mano della principessa Maria José, in quanto la tradizione belga imponeva che il fidanzamento dei principi avvenisse sul suolo patrio.
Il 22 ottobre Carlo Rosselli accompagnò in treno De Rosa nella capitale belga, dove, nella mattinata del 24 ottobre, dopo essersi aperto un varco tra la folla e aver rotto il cordone di truppe, inneggiando a Giacomo Matteotti e alla libertà, esplose un colpo di pistola contro Umberto di Savoia, che si stava recando a rendere omaggio alla tomba del Milite ignoto belga. Il colpo andò a vuoto e De Rosa venne immediatamente immobilizzato dalla polizia e duramente percosso.
L'attentato ebbe una grande risonanza nella stampa internazionale, ma suscitò perplessità in vasti settori dell'antifascismo e fu esplicitamente condannato dai comunisti e da alcuni autorevoli esponenti socialisti, "non solo per considerazioni pratiche, ma per fede inveterata che tali atti [potessero portare] soltanto a inevitabili reazioni".
Rinchiuso nelle carceri di Forest, il 23 settembre 1930 De Rosa fu sottoposto a processo davanti alla Corte d'assise di Bruxelles. Nei tre giorni di dibattimento il giudizio si trasformò in una requisitoria contro il regime fascista: De Rosa era difeso, tra gli altri, dal leader socialdemocratico belga Paul-Henri Spaak. Testimoniarono a suo favore importanti antifascisti italiani: Filippo Turati, Gaetano Salvemini, Raffaele Rossetti, Francesco Luigi Ferrari, Marion Cave Rosselli e Francesco Saverio Nitti. Davanti ai giudici De Rosa rivendicò con fierezza il suo gesto, affermando di aver "voluto uccidere il principe ereditario di una casa regnante che aveva ucciso la libertà di una grande nazione".
La corte gli riconobbe le più ampie circostanze attenuanti, condannandolo a cinque anni di reclusione, riducibili a meno della metà in caso di buona condotta. Per questo uscì dal carcere nel marzo 1932.

### Il trasferimento in Spagna
Subito riprese i rapporti con gli ambienti antifascisti, recandosi in Svizzera, Francia e quindi in Spagna.
Qui, inspirandosi alle imprese di Giovanni Bassanesi e di Lauro De Bosis, progettò di raggiungere in volo alcune città italiane, lanciando ai cittadini manifestini antifascisti. A tale scopo prese lezioni di pilotaggio, ma poi il progetto non ebbe seguito.
Fu corrispondente dalla Spagna per il giornale socialista "Nuovo Avanti!" diretto a Parigi da Pietro Nenni e militò tra i seguaci di F. Largo Caballero. Fautore di un rinnovamento del socialismo iberico, era altrettanto convinto della necessità di istruire militarmente i giovani socialisti al fine di contrastare i tentativi fascisti contro la democrazia.

### L'impegno nel Partito Socialista spagnolo
Nell'autunno 1934 fu a Madrid tra i dirigenti dell'insurrezione scoppiata in appoggio agli scioperi delle Asturie: la repressione che seguì gli valse l'arresto e la condanna a diciannove anni di carcere.
Nel febbraio 1936, in seguito alla vittoria elettorale del Fronte popolare spagnolo, fu scarcerato e portato in trionfo per le vie di Madrid. Divenne dirigente della Gioventù socialista, nella quale promosse la fusione tra giovani socialisti e comunisti.
Nacque così la Gioventù socialista unificata, che De Rosa dotò di una struttura paramilitare, nel cui ambito poi, allo scoppio della guerra civile spagnola, venne costituito il battaglione "Octubre n. 11", di cui assunse il comando.

### La partecipazione ai combattimenti nella "Guerra di Spagna" e la morte
All'inizio della ribellione falangista del 1936 il battaglione Octubre n.11 si distinse nella difesa di Madrid.
L'11 settembre 1936 la compagnia da lui comandata dovette cedere all'attacco falangista sul monte Cabeza Leja sulla Sierra Guadarrama. Dopo aver riordinato le file, il 16 settembre 1936 De Rosa tentò di riconquistare la posizione, ma durante il contrattacco cadde, colpito in piena fronte da una pallottola.
La sua salma, trasferita a Madrid, ricevette solenni onoranze con un'imponente partecipazione popolare.

## Riconoscimenti
Nel 2004 il comune di Torino gli ha dedicato una strada con la seguente motivazione:
Anche il comune di Tortona ha dedicato una via a Fernando De Rosa.